# Tomás Campos
Tomás Alberto Campos Alejandre (ur. 14 września 1975 w Tuxpan) – meksykański piłkarz występujący na pozycji defensywnego pomocnika.

## Kariera klubowa
Campos jest wychowankiem stołecznego zespołu Cruz Azul, do którego seniorskiej drużyny został włączony w wieku 25 lat po kilku sezonach gry w drugoligowych rezerwach – Cruz Azul Hidalgo. W meksykańskiej Primera División zadebiutował 25 marca 2000 w zremisowanym 1:1 spotkaniu z Atlasem, natomiast premierowego gola strzelił 7 maja tego samego roku w wygranej 4:0 konfrontacji z Monterrey po bezpośrednim uderzeniu z rzutu wolnego. Szybko wywalczył sobie miejsce w wyjściowej jedenastce i już w 2001 roku dotarł z Cruz Azul do finału Copa Libertadores, przegrywając tam jednak z ekipą Boca Juniors w serii rzutów karnych. Był to jego jedyny sukces odniesiony z tym klubem, gdyż przez następne pięć lat, mimo regularnej gry w pierwszym składzie, nie zdołał odnieść z Cruz Azul większych osiągnięć. Ogółem w barwach swojej macierzystej drużyny strzelił cztery gole w 227 ligowych meczach.
Latem 2006 Campos na zasadzie półrocznego wypożyczenia zasilił klub Tigres UANL z miasta Monterrey, natomiast w wiosennym sezonie Clausura 2007 reprezentował barwy Jaguares de Chiapas. W obydwóch drużynach nie zdołał wywalczyć sobie pewnego miejsca w pierwszej jedenastce i w lipcu 2007 odszedł do drugoligowego Indios de Ciudad Juárez. Tam z miejsca został jednym z najjaśniejszych punktów ekipy i już po roku wydatnie pomógł Indios wywalczyć premierowy w historii klubu awans do najwyższej klasy rozgrywkowej. Tam zespół z Ciudad Juárez spędził dwa sezony, po czym spadł z powrotem do Liga de Ascenso. Campos karierę zakończył w wieku 36 lat, kiedy to klub Indios został rozwiązany, do końca pozostając kluczowym zawodnikiem drużyny, występującej wówczas w drugiej lidze.

## Kariera reprezentacyjna
W seniorskiej reprezentacji Meksyku Campos zadebiutował 1 lipca 2001 w wygranym 1:0 spotkaniu z USA, wchodzącym w skład eliminacji do Mistrzostw Świata 2002, na które jego ekipa się ostatecznie zakwalifikowała. Pierwszą i jedyną bramkę w kadrze narodowej zdobył 31 października tego samego roku w wygranym 4:1 meczu towarzyskim z Salwadorem. W 2002 roku został powołany przez selekcjonera Javiera Aguirre na Złoty Puchar CONCACAF, gdzie rozegrał wszystkie trzy mecze, natomiast Meksykanie odpadli w ćwierćfinale. Swój bilans reprezentacyjny Campos zamknął na jednym strzelonym golu w sześciu konfrontacjach.